# 6SN7
6SN7 — семейство электронных ламп — двойных низкочастотных триодов косвенного накала со средним коэффициентом усиления напряжения, — выпускающееся с 1939 года. Многочисленные варианты базовой лампы 6SN7GT (12SN7GT, 5692, 6Н8С, 7N7, CV1988 и другие) и её одиночного аналога 6JGT различаются параметрами предельно допустимых режимов, напряжением накала, формой баллона и типом цоколя, но все имеют одинаковое внутреннее устройство и почти одинаковые электрические параметры. Нелинейные искажения и разброс коэффициента нелинейных искажений 6SN7 существенно меньше, чем у миниатюрных ламп послевоенной разработки.
Благодаря удачному сочетанию характеристик 6SN7 широко применялась вначале в военной, а затем в гражданской радиоэлектронике. Резервы, заложенные в конструкцию лампы, позволили выпустить на её основе специализированные варианты для работы в низковольтных (26 В) и высоковольтных (до 450 В) цепях, лампы с удвоенной мощностью рассеяния на аноде и лампы особо высокой надёжности для системы противовоздушной обороны США. Хорошие импульсные характеристики, надёжность и малая потребляемая мощность оказались востребованы конструкторами электронно-вычислительных машин, а низкий уровень нелинейных искажений — конструкторами телевизоров и высококачественной звуковой аппаратуры.

## Разработка
В середине 1920-х годов промышленность США начала выпуск первых серийных ламп с оксидными катодами косвенного накала. Новинка позволила отказаться от неудобных накальных батерей и питать подогреватели катодов переменным током промышленной частоты (в лампах прямого накала, используемых в детекторах и каскадах предварительного усиления, такое решение приводило к непримлемо высоким помехам). Отраслевой стандарт триода косвенного накала (пятиштырьковый цоколь UY, напряжение накала 2,5 В) сложился к 1927 году, а образцом этого поколения ламп стала серия 227 производства RCA — родоначальница всех приёмно-усилительных триодов со средним коэффициентом усиления напряжения .
Развитием серии 227 и её упрощённого варианта 27 стали выпущенные в 1927—1932 годы триоды массовых серий 37, 56, 67 и 76. В серии 56 (1931) ещё использовалось неудобное на практике напряжение накала 2,5 В, а в сериях 67 (1931 год), 37 и 76 (1932 год) был применён новый стандарт — питание накала напряжением 6,3 В, что позволяло подключать накал к тогдашним автомобильным аккумуляторам). Вскоре ушёл в прошлое и пятиштырьковый цоколь: с началом массового выпуска пентодов его вытеснил восьмиштырьковый октальный цоколь. Первый октальный, ещё одиночный, триод 6С5 (RCA, 1935 год) фактически представлял собой пентод 6J7 в триодном включении, а годом спустя Tungsram запустила в серию первый настоящий триод в октальном исполнении — 6C5G (суффикс G обозначал стеклянное исполнение, в отличие от цельнометаллических 6C5 и 6J7). Лампы этих ранних серий широкого применения не нашли; первым действительно массовым октальным триодом стал 6J5 (RCA, 1937 год). Все эти лампы характеризовались средним коэффициентом усиления (μ=20…35) и были рассчитаны на работу в детекторах, каскадах предварительного усиления низкой частоты и импульсных схемах. Выпуск триодов с высоким коэффициентом усиления (μ≈100) ещё не начался, но параллельно семейству потомков 227 развивался класс двойных триодов для двухтактных выходных каскадов УНЧ. Эта ветвь эволюции триода началась в 1933 году с выпуском серии 19, достигла расцвета в 1936 году c выпуском 6N7 (имевшей отличную от 6SN7 конструкцию и совершенно иное назначение) и угасла вскоре после Второй мировой войны.
Непосредственные предшественники 6SN7 — двойные октальные триоды 6F8G и 6C8G — были выпущены RCA в конце 1937 года. По оставшимся неизвестными причинам сетка одного из триодов этих ламп была подключена не к цоколю, а к верхнему колпачку баллона. Возможно, конструкторы пытались уменьшить нежелательную паразитную связь входной цепи с цепью накала; на практике это решение оказалось ненужным. Лампы хорошо зарекомендовали себя в импульсной технике (в частности, 6C8G применялась в компьютере Атанасова — Берри), но не стали массовыми. Два года спустя, в конце 1939 года, RCA выпустила упрощённый вариант 6F8G в простом стеклянном баллоне. Новинка получила обозначение 6SN7GT (суффикс GT обозначал стеклянный баллон компактной цилиндрической, в отличие от крупногабаритной G, формы). В следующем 1940 году компания Sylvania — главный конкурент RCA — выпустила точную копию 6SN7 в локтальном исполнении — 7N7. Первая цифра 7 в обозначении этой лампы — исторический курьёз, маркетинговая уловка производителя; в действительности 7N7 была рассчитана на стандартное напряжение накала 6,3 В.

## Распространение
7N7 успеха не имела, зато электрически идентичная ей 6SN7GT удачно подошла под требования военных заказчиков и в годы Второй мировой войны производилась в огромных, беспрецедентных для мирного времени, объёмах. Главной «военной специальностью» 6SN7 было не усиление сигналов, а формирование импульсов тока в радиолокационных станциях. Лампы, поставлявшиеся в Армию США в 1941—1942 годы, маркировались обозначением VT-231, а поставки во флот — 6SN-7GT; с начала 1943 года армейская номенклатура была упразднена, и все поставки базовой 6SN7 в вооружённые силы маркировались 6SN7-GT. Авиационные варианты с питанием накала напряжением 12 и 26 В получили обозначения 12SN7GT и 25SN7GT (кроме того, в семействе были и лампы с редким напряжением накала 8,4 В). За ними последовали низковольтные авиационные лампы, рассчитанные на питание анода бортовым напряжением 26 В. В 1942 году Tung-Sol вывела на рынок низковольтные лампы специальной разработки 6AH7GT и 12AH7GT, а компания RCA c 1946 года выпускала лампы 12SX7GT — серийные 12SN7GT, отобранные по критерию наибольшей крутизны анодно-сеточной характеристики при низком анодном напряжении.
Параллельно шёл обратный процесс — разгон базовой 6SN7 для работы с бо́льшими напряжениями, токами и мощностями. К 1948 году конструкторы довели допустимое анодное напряжение с 250 до 450 В, ток катода в импульсе до 300 мА, а допустимую анодную мощность с 2,5 до 5 Вт на триод (варианты 6SN7GTA и 6SN7GTB). В том же 1948 году General Electric выпустила разработанную RCA «красную серию» (англ. Special Red) 5692 — единственный в истории вариант 6SN7 особо высокой надёжности. Само же название 6SN7 (без суффиксов) для обозначения серийных ламп никогда не использовалось: в американской номенклатуре такая комбинация обозначала бы металлическую лампу, а все лампы семейства 6SN7 выпускались только в стеклянных баллонах.
Вслед за США «военные» 6SN7 были выпущены в Великобритании под маркировкой CV181 и CV1988; кроме того, весьма близки́ к 6SN7 были разработанные самими британцами B65 (Marconi-Osram Valve) и ECC30…ECC35 (Mullard). Вариант 6SN7GT, производившийся в СССР, вначале получил обозначения 6Н8 и 6Н8М, а после 1950 года — 6Н8С; под тем же обозначением, 6Н8С, лампу выпускали в КНР. Копии и клоны 6SN7 производились в Австралии, Германии, Индии, Италии, Нидерландах, Франции, Швеции, Японии и в странах Восточной Европы. Исчерпывающий список всех послевоенных производителей и всех конструктивных вариантов составить невозможно: в своё время они не представляли особого интереса для историков и коллекционеров, а затем информация о них была навсегда утрачена.

## Применение
6SN7 широко применялась в ранней вычислительной технике. В первом программируемом компьютере ENIAC (1943—1945) 6SN7GT составляли примерно половину из 17 468 ламп. Базовой ячейкой памяти ENIAC служил триггер на одной 6SN7; в каждом десятичном разряде регистра-аккумулятора использовались десять 6SN7 и восемнадцать других ламп. Для повышения надёжности лампы питались пониженным до 5 В напряжением накала, однако ошибочное решение обойтись всего лишь шестью накальными трансформаторами на каждый регистр-аккумулятор свело на нет все усилия конструкторов. Обычные лампы «гражданских» серий, работавшие с разными потенциалами катодов, но подключенные к общей накальной шине, испытывали запредельно высокие напряжения подогреватель-катод и преждевременно выходили из строя.
Первый британский компьютер SSEM (1947—1948) строился на пентодах EF50, а в строившемся в те же годы APEXC (1947—1948) британские конструкторы вынужденно применили VR102 — функциональный аналог 6SN7. Сетка одного из триодов VR102 была выведена на верхний колпачок, что крайне затрудняло монтаж по сравнению с 6SN7. В австралийском CSIRAC использовались обычные дешёвые 6SN7, а в построенном IBM командном центре ПВО США AN/FSQ-7 — лампы «красной серии» 5692. В СССР 6Н8М и 6Н8С служили в первых компьютерах МЭСМ (1949—1950) и М-1 (1950—1951) и в последовавших за ними машинах семейств «Урал», «Стрела» и БЭСМ. По одним отчётам, срок службы советских ламп в вычислительной технике составлял 8—9 тысяч часов, по другим 15 тысяч часов, причём время наработки на отказ зависело не столько от режима работы лампы, сколько от жёсткости установленных критериев годности.
В послевоенной гражданской промышленности 6SN7 применялась в устройствах, требовательных к линейности усиления — в генераторах и усилителях кадровой развёртки телевизоров и в предоконечных каскадах высококачественных радиоприёмников и УНЧ. Например, в классическом усилителе Уильямсона 6SN7 или её британские функциональные аналоги L63 и B65 применялись в трёх каскадах из четырёх (входной, фазоинвертирующий и предоконечный каскады). Лампа широко использовалась и в низкокачественных УНЧ трансляционных репродукторов, а в гитарных усилителях, напротив, встречалась редко. Из производителей гитарных и концертных усилителей систематически использовали 6SN7 лишь Gibson, Hammond и Leslie.
Примерно в 1956 году применение 6SN7 в серийных устройствах прекратилось: на смену октальным лампам пришло новое поколение миниатюрных ламп. В 1970-е годы производители бытовой аппаратуры перешли на транзисторы; единственной нишей рынка, где лампы никогда не сдавали своих позиций, были гитарные усилители — однако именно в них высокая линейность 6SN7 была не достоинством, а недостатком. В конце XX века мировой спрос на 6SN7 не превышал 10 тысяч ламп в год — слишком мало, чтобы окупить расходы полноценного крупносерийного производства (для сравнения, спрос на «гитарную» лампу 12AX7 в 2000 году превышал один миллион штук). Последнее такое производство — калужский «Восход» — прекратило выпуск ламп в 1990-е годы. В XXI веке 6SN7 и вариант CV181 в крупногабаритном баллоне выпускаются в КНР малой серией компанией Shuguang (бывший 770-й радиозавод).

## Электрические характеристики
В сравнительной таблице приведены справочные данные пяти характерных образцов семейства: базовой 6SN7GT, её советского аналога 6Н8С, британской военной CV1988, низковольтной 12SX7-GT и умощнённой 6SN7GTB.
| Электрические характеристики. Сравнительная таблица                  | Электрические характеристики. Сравнительная таблица | Электрические характеристики. Сравнительная таблица | Электрические характеристики. Сравнительная таблица | Электрические характеристики. Сравнительная таблица | Электрические характеристики. Сравнительная таблица | Электрические характеристики. Сравнительная таблица |
| Показатель                                                           | Ед. изм.                                            | 6SN7GT Tung-Sol                                     | 6Н8С СССР                                           | CV1988 Великобритания                               | 12SX7GT RCA                                         | 6SN7GTB RCA                                         |
| Предельно допустимые электрические величины                          | Предельно допустимые электрические величины         | Предельно допустимые электрические величины         | Предельно допустимые электрические величины         | Предельно допустимые электрические величины         | Предельно допустимые электрические величины         | Предельно допустимые электрические величины         |
| -------------------------------------------------------------------- | --------------------------------------------------- | --------------------------------------------------- | --------------------------------------------------- | --------------------------------------------------- | --------------------------------------------------- | --------------------------------------------------- |
| Наибольшее напряжение анода                                          | В                                                   | 300                                                 | 330                                                 | 330                                                 | 300                                                 | 450                                                 |
| Наибольшее импульсное напряжение анода                               | В                                                   | нд                                                  | нд                                                  | нд                                                  | нд                                                  | +1500                                               |
| Наибольшее импульсное отрицательное напряжение сетки                 | В                                                   | нд                                                  | нд                                                  | нд                                                  | −50                                                 | −600                                                |
| Наибольшая мощность, рассеиваемая одним анодом                       | Вт                                                  | 2,5                                                 | 2,75                                                | 2,75                                                | 2,5                                                 | 5                                                   |
| Наибольшая мощность, рассеиваемая двумя анодами                      | Вт                                                  | нд                                                  | нд                                                  | нд                                                  | нд                                                  | 7,5                                                 |
| Наибольший ток катода                                                | мА                                                  | 20                                                  | 20                                                  | 20                                                  | 20                                                  | 20                                                  |
| Наибольший импульсный ток катода                                     | мА                                                  | нд                                                  | нд                                                  | нд                                                  | нд                                                  | 70/300                                              |
| Наибольшее постоянное напряжение катод-подогреватель                 | В                                                   | нд                                                  | нд                                                  | нд                                                  | нд                                                  | 100                                                 |
| Наибольшее напряжение катод-подогреватель (пост. + перем.)           | В                                                   | 100                                                 | 100                                                 | нд                                                  | 90                                                  | 200                                                 |
| Наибольшее сопротивление в цепи сетки                                | МОм                                                 | нд                                                  | 0,5                                                 | 1,0                                                 | нд                                                  | 1,0/2,2                                             |
| Номинальный режим усилителя низких частот в режиме А1                |                                                     |                                                     |                                                     |                                                     |                                                     |                                                     |
| Напряжение анода                                                     | В                                                   | 250                                                 | 250                                                 | 250                                                 | 250                                                 | 250                                                 |
| Напряжение сетки                                                     | В                                                   | −8                                                  | −8                                                  | −8                                                  | −8                                                  | −8                                                  |
| Ток анода                                                            | мА                                                  | 9                                                   | 9 ± 3,5                                             | 5,5…12,5                                            | 9                                                   | 9                                                   |
| Коэффициент усиления (μ)                                             |                                                     | 20                                                  | 20,5 ± 2,5                                          | 20,5 (18,0…23,0)                                    | 20                                                  | 20                                                  |
| Внутреннее сопротивление                                             | кОм                                                 | 7,7                                                 | 7,7                                                 | нд                                                  | 7,7                                                 | 7,7                                                 |
| Крутизна характеристики                                              | мА/В                                                | 2,6                                                 | 2,6 ± 0,53                                          | 2,6 (2,075…3,125)                                   | 2,6                                                 | 2,6                                                 |
| Запирающее напряжения                                                | В                                                   | нд                                                  | нд                                                  | −24                                                 | нд                                                  | −18                                                 |
| Номинальный режим низковольтного усилителя низких частот в режиме А2 |                                                     |                                                     |                                                     |                                                     |                                                     |                                                     |
| Напряжение на аноде                                                  | В                                                   | нд                                                  | 26                                                  | нд                                                  | 26,5                                                | нд                                                  |
| Напряжение на сетке                                                  | В                                                   | нд                                                  | -0,5                                                | нд                                                  | нд                                                  | нд                                                  |
| Сопротивление в цепи сетки для автоматического смещения              | кОм                                                 | нд                                                  | нд                                                  | нд                                                  | 50                                                  | нд                                                  |
| Ток анода                                                            | мА                                                  | нд                                                  | нд                                                  | нд                                                  | 1,8                                                 | нд                                                  |
| Коэффициент усиления (μ)                                             |                                                     | нд                                                  | 24                                                  | нд                                                  | 21                                                  | нд                                                  |
| Внутреннее сопротивление                                             | кОм                                                 | нд                                                  | 16                                                  | нд                                                  | 11,5                                                | нд                                                  |
| Крутизна характеристики                                              | мА/В                                                | нд                                                  | 1,5                                                 | нд                                                  | 1,8                                                 | нд                                                  |
| Примечания к табличным данным 1. 2. 3. 4. 5. 6. 7. 8.                |                                                     |                                                     |                                                     |                                                     |                                                     |                                                     |

Несмотря на разнообразие вариантов, все 6SN7, выпущенные в странах Запада в 1940-е, 1950-е и 1960-е годы, чрезвычайно близки друг к другу по электрическим параметрам. Предельно допустимые токи, напряжения и мощности различны, субъективно звучание разных ламп может восприниматься по-разному, но в номинальном режиме усилителя низких частот характеристики всех вариантов идентичны. Объективно измеримый (и никогда не публиковавшийся в справочных листках) показатель — коэффициент второй гармоники — укладывается в весьма узкий интервал. 6SN7 производства 1990-х годов отличаются систематически бо́льшими искажениями, а миниатюрные лампы послевоенного поколения — как бо́льшими искажениями, так и бо́льшим разбросом параметров.

## Нелинейные искажения
В составе нелинейных искажений однотактного усилителя на триоде абсолютно доминирует вторая гармоника. В каскадах на лампах семейства 6SN7 уровень третьей и четвёртой гармоник на 30…40 дБ, или в 30…100 раз меньше уровня второй гармоники, пятая гармоника пренебрежимо мала, а шестую и высшие гармоники невозможно надёжно измерить. По данным Джонса, при среднеквадратическом напряжении сигнала на аноде +28 dBu (19,5 В) средневзвешенный по стандарту МККР/ARM коэффициент нелинейных искажений (КНИ) каскада на лампах семейства 6SN7 составляет от −50 дБ (0,32 %) для обычных ламп в прозрачных баллонах до −58 дБ (0,13 %) для военных CV1988 в чернёных (карбонизированных) баллонах. Так как КНИ однотактного каскада прямо пропорционален уровню сигнала на аноде, значения КНИ для меньших выходных напряжений можно рассчитать простым делением. При напряжении сигнала на аноде 1 В КНИ примерно в 20 раз, или на 26 дБ, меньше КНИ, измеренного при 20 В, и так далее:
- КНИвзв = Ua • 0,016 % для обычных ламп, где Ua — среднеквадратическое напряжение сигнала на аноде, В, и
- КНИвзв = Ua • 0,07 % для CV1988 в чернёных баллонах[37].

Эти значения, измеренные в высоколинейном мю-повторителе с током анода 7,5 мА и эффективной анодной нагрузкой 800 кОм, близки к пределу, теоретически достижимому в однотактном усилителе. Дифференциальный каскад на тщательно подобранных триодах выигрывает у мю-повторителя в уровне второй гармоники, но проигрывает в уровне третьей. В обычном каскаде на сопротивлениях КНИ существенно выше. Например, при оптимальном с точки зрения искажений токе 8 мА и сопротивлении нагрузке 22 кОм уровень второй гармоники такого каскада на 17 дБ, или в семь раз, хуже чем у мю-повторителя.
Все измеренные Джонсом миниатюрные лампы имели худшие КНИ, при бо́льшем удельном весе наиболее заметной на слух третьей гармоники. Например, миниатюрная лампа 12AU7 — функциональный аналог 6SN7 с тем же номинальным μ=20 — генерировала в 4,5 раз больше второй гармоники и в 28 раз больше третьей гармоники. Проводивший аналогичные измерения Эрик Барбур в целом подтверждает этот вывод: 6SN7 намного линейнее ламп послевоенной разработки. «Парадокс» объясняется тем, что миниатюрные лампы 1950-х годов, за редким исключением, разрабатывались не для усиления звука, а для решения узких задач радиоприёма, телевидения, вычислительной техники и промышленной автоматики. Конструкторы этих ламп решали проблемы долговечности, надёжности, удешевления производства, но не снижения искажений.
Одиночные триоды 6J5GT в стеклянных баллонах, в том числе их советские копии 6С2С ранних лет выпуска, идентичны 6SN7, а триоды 6J5 в металлическом исполнении отличаются в 2—4 раза бо́льшими искажениями. Все металлические лампы проигрывают своим стеклянным аналогам из-за бо́льшей загазованности, в особенности при разогреве баллона до высоких температур. В металлическом баллоне в принципе невозможно создать столь же глубокий вакуум, как в стеклянном.
Превосходство британских ламп военных серий над гражданскими 6SN7 также имеет объективную причину. Главный, фундаментальный источник искажений усилителя на триоде — рост внутреннего сопротивления и снижение крутизны анодной характеристики лампы по мере снижения анодного тока. Чем ниже сопротивление нагрузки, тем выше искажения этого рода, и наоборот: при высоком, порядка нескольких сотен кОм, сопротивлении нагрузки «вклад» этого фактора снижается. На первое место выходит непостоянство коэффициента усиления напряжения (μ) из-за неоднородностей намотки сетки. В лампах военных серий, выпускавшихся на новом оборудовании по жёстким техническим условиям, неоднородность намотки была сведена к минимуму, что и обусловило лучшие значения КНИ. Обычные, гражданские лампы британского производства имеют те же величины КНИ, что и лампы производства США, при незначительно — но систематически — бо́льших величинах μ. Вероятно, именно небольшой разницей в громкости звучания и объясняется мнение о превосходстве всех «британцев» над «американцами». Чернение (карбонизация) стекла графитом уменьшает вторичную эмиссию электронов с внутренней поверхности баллона — это снижает возмущения внутриламповых электростатических полей, что также способствует уменьшению искажений. В 1940-е годы чернёные баллоны были нормой, но в начале 1950-х годов производители отказались от них — вероятно, в попытке снизить себестоимость массовой продукции.
Номинальное напряжение накала и коэффициент нелинейных искажений между собой не связаны: различия между 6SN7GT и 12SN7GT и между 7N7 и 14N7 лежат в пределах статистической погрешности. Однако при питании накала переменным током лампы с бо́льшим напряжением и, соответственно, меньшим током накала предпочтительнее из-за меньшего уровня помех (сетевого фона).